# Heinz Haferkorn

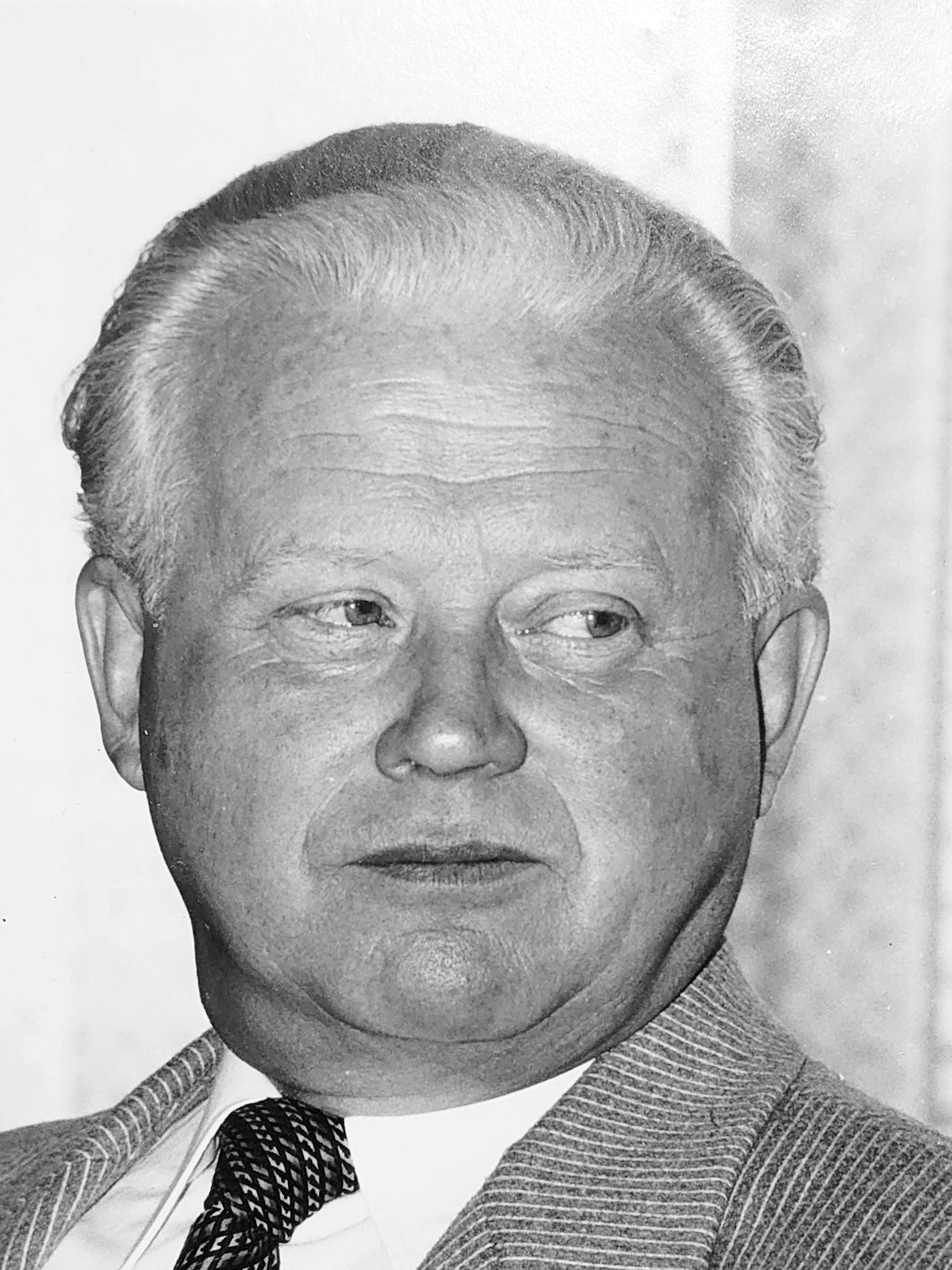
Richard Heinz Haferkorn (1987)

Richard Heinz Haferkorn (* 22. Februar 1927 in Leipzig; † 31. Mai 2003) war ein deutscher Physiker und Hochschullehrer für Technische Optik.

## Leben und Werk
Richard Heinz Haferkorn wurde am 22. Februar 1927 als Sohn eines Maurers geboren. Er besuchte die Volksschule in Leipzig, die er 1941 nach der 8. Klasse verließ. Anschließend (während des Zweiten Weltkriegs) machte er eine Mechanikerlehre und trat 1944 in den Reichsarbeitsdienst ein, bei dem er bei seinem Dienst in einer Artillerieeinheit in Sachsen in amerikanische Kriegsgefangenschaft geriet.
In den turbulenten Nachkriegsjahren nahm Haferkorn zunächst (Herbst 1945) ein Studium an einer Ingenieurschule in Leipzig auf, die jedoch bereits 1946 schloss. Danach folgten ein Lehrerkurs in einem Lehrerbildungsheim, ein Jahr als Neulehrer einer Grundschule und ein Jahr in einer Leipziger Vorstudienanstalt.
Schließlich begann er ein Physikstudium an der Universität Leipzig, das er im Sommer 1954 mit einem Diplom im Bereich Kerntechnik abschloss. Noch bevor er dies erhielt, bewarb er sich als Assistent am Institut für Physik an der im Jahr zuvor gegründeten Hochschule für Elektrotechnik (HfE) in Ilmenau und konnte die Stelle bereits im September 1954 antreten. Sein Aufgabenbereich umfasste unter anderem den Aufbau von Praktika und die Vorbereitung von Vorlesungsexperimenten im Bereich der Optik.
1959 wurde Haferkorn überraschend kommissarischer Direktor des Instituts für Optik – nachdem der vorherige Direktor die DDR verlassen hatte – und mit einer eigenen Dozententätigkeit betraut.
In diesem Rahmen entwickelte er ab 1963 zusammen mit Helmut Wilke, Bernhard Pätzke und Wolfgang Wichler eigene Lehrbriefe für die Geometrische Optik (erstmals 1963), Wellenoptik (erstmals 1966) und Optische Instrumente (erstmals 1969), die später (1980) in seinem viel beachteten Lehrbuch „Optik – Physikalisch-technische Grundlagen und Anwendungen“ einflossen.
Parallel dazu wurde Haferkorn zum Thema „Untersuchungen zur Glasauswahl und zur Vorrechnung bei Triplets“ promoviert (1967) und zum Thema „Zur Vorrechnung mehrlinsiger optischer Systeme“ habilitiert (1969).
Zuvor (1968) erfolgte bereits die offizielle Ernennung zum Dozenten für Technische Optik und 1970 die zum ordentlichen Professor. Zudem wurde er zwischen 1967 und 1969 an die Rathenower Optischen Werke delegiert. In den Folgejahren übernahm er weitere Ämter an der mittlerweile umbenannten Technischen Hochschule Ilmenau: Er war Sektionsdirektor von 1972 bis 1974 und Prorektor für Naturwissenschaft und Technik 1975 bis 1989.
Themengebiete an seinem Lehrstuhl waren unter anderem: „Bildfehlertheorie 5. Ordnung, Analytische Ansätze optischer Systeme, Theorie und Messungen zur Übertragungsfunktion, Mathematische Methoden der automatischen Korrektion, Partiell kohärente Abbildung und Modellierung des fotolithographischen Prozesses“.
Heinz Haferkorn leitete unter anderem den Fachverband Optik der Physikalischen Gesellschaft der DDR (1973–1990), war Mitglied des Kuratoriums verschiedener Fachzeitschriften sowie der Nationalen Kommission Optik. Hier engagierte er sich für einheitliche Begriffsbildung und klare Definitionen in der Optik und arbeitete zudem an der Standardisierung von Formelzeichen und Vorzeichenregeln.
Heinz Haferkorn verstarb am 31. Mai 2003.

## Schriften
- Lehrbuch der Physik. Bd. 3: Optik. begründet von Ernst Grimsehl. Hrsg.: Walter Schallreuter. 16., völlig neu bearb.  Auflage. Teubner, Leipzig 1978, DNB 550743618.
- Optik: physikalisch-technische Grundlagen und Anwendungen. 4., bearb. und erw. Auflage. Wiley-VCH, Weinheim 2003, ISBN 3-527-40372-8.
- mit Wolfgang Richter: Synthese optischer Systeme (= Physikalische Monographien). Deutscher Verlag d. Wiss, Berlin 1984.
- Bewertung optischer Systeme (= Physikalische Monographien). Deutscher Verlag d. Wiss, Berlin 1986, ISBN 3-326-00000-6.

als Herausgeber:
- Heinz Haferkorn (Hrsg.): Lexikon der Optik. Dausien, Hanau 1988, ISBN 3-7684-6858-5.